# إليزابيث جين ويستون
إليزابيث جين ويستون (بالتشيكية: Alžběta Johana Vestonie) هي كاتِبة وشاعرة تشيكية، ولدت في 2 أكتوبر 1581 في لندن الكبرى في المملكة المتحدة، وتوفيت في 23 أكتوبر 1612 في براغ في التشيك بسبب اضطراب النفاس.